# Grifolin
Grifolin es un principio activo anticancerígeno aislado de la seta Albatrellus confluens la cual regula la DAPK1 in vitro.